# Waśniów (gromada)
Waśniów – dawna gromada, czyli najmniejsza jednostka podziału terytorialnego Polskiej Rzeczypospolitej Ludowej w latach 1954–1972.
Gromady, z gromadzkimi radami narodowymi (GRN) jako organami władzy najniższego stopnia na wsi, funkcjonowały od reformy reorganizującej administrację wiejską przeprowadzonej jesienią 1954 do momentu ich zniesienia z dniem 1 stycznia 1973, tym samym wypierając organizację gminną w latach 1954–1972.
Gromadę Waśniów z siedzibą GRN w Waśniowie utworzono – jako jedną z 8759 gromad na obszarze Polski – w powiecie opatowskim w woj. kieleckim, na mocy uchwały nr 13f/54 WRN w Kielcach z dnia 29 września 1954. W skład jednostki weszły obszary dotychczasowych gromad Czajęcice, Prusinowice, Pękosławice i Waśniów oraz wieś Nosów i kolonie Nosów A i B z dotychczasowej gromady Nosów ze zniesionej gminy Waśniów, a także obszar dotychczasowej gromady Strupice ze zniesionej gminy Boksyce w tymże powiecie. Dla gromady ustalono 27 członków gromadzkiej rady narodowej.
31 grudnia 1961 do gromady Waśniów przyłączono wsie Boleszyn, Czażów, Kotarszyn i Strugia, kolonie Boleszyn, Czażów i Kotarszyn oraz część kolonii Zagaje Boleszyńskie ze zniesionej gromady Boleszyn.
Gromada przetrwała do końca 1972 roku, czyli do kolejnej reformy gminnej. 1 stycznia 1973 reaktywowano gminę Waśniów.